# Cim de la Baga
El Cim de la Baga és una muntanya de 2.264,3 m alt situada en el Serrat de l'Escaldat, a la carena que separa el terme comunal de Fontpedrosa del de Planès, tots dos de la comarca del Conflent, a la Catalunya del Nord. Està situat al nord-oest del terme de Fontpedrosa i al nord-est del de Planès, en el vessant nord del Pic de l'Orri i al sud del Planell de Cedelles.